# Per-Nilstjärnen
Per-Nilstjärnen är en sjö i Bräcke kommun i Jämtland och ingår i Indalsälvens huvudavrinningsområde.